# Torneo Clausura de la Primera B de Chile 2011
El Campeonato Nacional Petrobras de Clausura de la Asociación Nacional de Fútbol Profesional 2011 fue el sexto torneo oficial de fútbol profesional de los Torneos de Apertura y Clausura de la Primera B, los cuales fueron disputados en la temporada 2011. El torneo fue organizado por la ANFP.
El campeón del torneo fue Everton, quien accedió a la final para enfrentar a Rangers por el ascenso a Primera División. También este torneo marca el descenso de Deportes Copiapó a la Tercera División tras culminar último en la tabla anual.

## Equipos participantes
| Zona Norte | Zona Sur |
| - San Marcos de Arica - Deportes Antofagasta - Deportes Copiapó - Coquimbo Unido - San Luis - Everton - Magallanes | - Curicó Unido - Rangers - Deportes Concepción - Naval - Lota Schwager - Unión Temuco - Deportes Puerto Montt |
| --- | --- |

### Equipos porregión
| Región             | N.º | Equipos                                    |
| ------------------ | --- | ------------------------------------------ |
| Biobío             | 3   | Deportes Concepción, Lota Schwager y Naval |
| Valparaíso         | 2   | Everton y San Luis                         |
| Maule              | 2   | Curicó Unido y Rangers                     |
| Arica y Parinacota | 1   | San Marcos de Arica                        |
| Antofagasta        | 1   | Deportes Antofagasta                       |
| Atacama            | 1   | Deportes Copiapó                           |
| Coquimbo           | 1   | Coquimbo Unido                             |
| Metropolitana      | 1   | Magallanes                                 |
| Araucanía          | 1   | Unión Temuco                               |
| Los Lagos          | 1   | Deportes Puerto Montt                      |

## Clasificación
Para partidos, ver el Anexo
- Fecha de actualización: 20 de noviembre

|  |     | Clubes                | Pts | PJ | G  | E | P  | GF | GC | Dif |
|  | --- | --------------------- | --- | -- | -- | - | -- | -- | -- | --- |
|  | 1º  | Everton               | 39  | 19 | 11 | 6 | 2  | 24 | 13 | +11 |
|  | 2º  | Naval                 | 35  | 19 | 11 | 2 | 6  | 32 | 25 | +7  |
|  | 3º  | Deportes Antofagasta  | 33  | 19 | 10 | 3 | 6  | 36 | 22 | +14 |
|  | 4º  | San Luis              | 29  | 19 | 8  | 5 | 6  | 18 | 19 | -1  |
|  | 5º  | Deportes Concepción   | 28  | 19 | 8  | 4 | 7  | 30 | 27 | +3  |
|  | 6º  | Lota Schwager         | 27  | 19 | 7  | 6 | 6  | 17 | 18 | -1  |
|  | 7º  | Unión Temuco          | 26  | 19 | 7  | 5 | 7  | 23 | 28 | -5  |
|  | 8º  | Coquimbo Unido        | 25  | 19 | 7  | 4 | 8  | 25 | 26 | -1  |
|  | 9º  | San Marcos de Arica   | 25  | 19 | 7  | 4 | 8  | 23 | 27 | -4  |
|  | 10º | Deportes Puerto Montt | 24  | 19 | 6  | 6 | 7  | 26 | 26 | 0   |
|  | 11º | Rangers               | 20  | 19 | 6  | 2 | 11 | 26 | 25 | +1  |
|  | 12º | Deportes Copiapó      | 20  | 19 | 4  | 8 | 7  | 19 | 29 | -10 |
|  | 13º | Magallanes            | 19  | 19 | 4  | 7 | 8  | 22 | 25 | -3  |
|  | 14º | Curicó Unido          | 15  | 19 | 3  | 6 | 10 | 16 | 27 | -11 |

|  | Campeón. Juega Partido de Campeones |

## Resultados

### Fase Zonal
| Fecha 1                              | Fecha 1               | Fecha 1   | Fecha 1              | Fecha 1 | Fecha 1                | Fecha 1     | Fecha 1 | Fecha 1 | Fecha 1 |
|                                      | Local                 | Resultado | Visitante            |         | Estadio                | Fecha       | Hora    | Zona    |         |
| ------------------------------------ | --------------------- | --------- | -------------------- | ------- | ---------------------- | ----------- | ------- | ------- | ------- |
|                                      | Naval                 | 3 - 0     | Curicó Unido         |         | CAP                    | 30 de julio | 15:30   | Sur     |         |
|                                      | San Marcos de Arica   | 3 - 1     | Coquimbo Unido       |         | Carlos Dittborn        | 30 de julio | 22:00   | Norte   |         |
|                                      | Everton               | 2 - 1     | Magallanes           |         | Sausalito              | 31 de julio | 12:00   | Norte   |         |
|                                      | Deportes Puerto Montt | 3 - 0     | Deportes Concepción  |         | Regional de Chinquihue | 31 de julio | 12:00   | Sur     |         |
|                                      | San Luis              | 2 - 2     | Deportes Antofagasta |         | Lucio Fariña Fernández | 31 de julio | 12:00   | Norte   |         |
|                                      | Lota Schwager         | 0 - 3     | Rangers              |         | Raúl Erazo             | 31 de julio | 15:30   | Sur     |         |
| Libre: Deportes Copiapó - Zona Norte |                       |           |                      |         |                        |             |         |         |         |
| Libre: Unión Temuco - Zona Sur       |                       |           |                      |         |                        |             |         |         |         |

| Fecha 2                        | Fecha 2              | Fecha 2   | Fecha 2               | Fecha 2 | Fecha 2                       | Fecha 2         | Fecha 2 | Fecha 2 | Fecha 2 |
|                                | Local                | Resultado | Visitante             |         | Estadio                       | Fecha           | Hora    | Zona    |         |
| ------------------------------ | -------------------- | --------- | --------------------- | ------- | ----------------------------- | --------------- | ------- | ------- | ------- |
|                                | Coquimbo Unido       | 3 - 0     | San Luis              |         | Francisco Sánchez Rumoroso    | 6 de agosto     | 20:00   | Norte   |         |
|                                | Deportes Antofagasta | 1 - 2     | Everton               |         | Parque Juan López             | 7 de agosto     | 12:00   | Norte   |         |
|                                | Curicó Unido         | 1 - 2     | Deportes Puerto Montt |         | La Granja                     | 7 de agosto     | 12:00   | Sur     |         |
|                                | Deportes Copiapó     | 0 - 2     | San Marcos de Arica   |         | La Caldera                    | 7 de agosto     | 12:00   | Norte   |         |
|                                | Rangers              | 2 - 2     | Unión Temuco          |         | Alfonso Escobar de San Javier | 7 de agosto     | 15:30   | Sur     |         |
|                                | Deportes Concepción  | 0 - 0     | Lota Schwager         |         | Municipal de Concepción       | 1 de septiembre | 20:00   | Sur     |         |
| Libre: Magallanes - Zona Norte |                      |           |                       |         |                               |                 |         |         |         |
| Libre: Naval - Zona Sur        |                      |           |                       |         |                               |                 |         |         |         |

| Fecha 3                                 | Fecha 3               | Fecha 3   | Fecha 3              | Fecha 3 | Fecha 3                | Fecha 3      | Fecha 3 | Fecha 3 | Fecha 3 |
|                                         | Local                 | Resultado | Visitante            |         | Estadio                | Fecha        | Hora    | Zona    |         |
| --------------------------------------- | --------------------- | --------- | -------------------- | ------- | ---------------------- | ------------ | ------- | ------- | ------- |
|                                         | San Luis              | 2 - 2     | Deportes Copiapó     |         | Lucio Fariña Fernández | 13 de agosto | 20:00   | Norte   |         |
|                                         | Deportes Puerto Montt | 2 - 1     | Naval                |         | Regional de Chinquihue | 14 de agosto | 12:00   | Sur     |         |
|                                         | Magallanes            | 1 - 1     | Deportes Antofagasta |         | Santiago Bueras        | 14 de agosto | 12:00   | Norte   |         |
|                                         | Everton               | 1 - 0     | Coquimbo Unido       |         | Sausalito              | 14 de agosto | 15:00   | Norte   |         |
|                                         | Unión Temuco          | 0 - 5     | Deportes Concepción  |         | Germán Becker          | 14 de agosto | 15:30   | Sur     |         |
|                                         | Lota Schwager         | 1 - 0     | Curicó Unido         |         | Raúl Erazo             | 14 de agosto | 15:30   | Sur     |         |
| Libre: San Marcos de Arica - Zona Norte |                       |           |                      |         |                        |              |         |         |         |
| Libre: Rangers - Zona Sur               |                       |           |                      |         |                        |              |         |         |         |

| Fecha 4                                  | Fecha 4             | Fecha 4   | Fecha 4       | Fecha 4 | Fecha 4                    | Fecha 4      | Fecha 4 | Fecha 4 | Fecha 4 |
|                                          | Local               | Resultado | Visitante     |         | Estadio                    | Fecha        | Hora    | Zona    |         |
| ---------------------------------------- | ------------------- | --------- | ------------- | ------- | -------------------------- | ------------ | ------- | ------- | ------- |
|                                          | Coquimbo Unido      | 2 - 1     | Magallanes    |         | Francisco Sánchez Rumoroso | 20 de agosto | 20:00   | Norte   |         |
|                                          | San Marcos de Arica | 2 - 1     | San Luis      |         | Carlos Dittborn            | 20 de agosto | 22:00   | Norte   |         |
|                                          | Naval               | 2 - 1     | Lota Schwager |         | CAP                        | 21 de agosto | 12:00   | Sur     |         |
|                                          | Deportes Concepción | 2 - 0     | Rangers       |         | Municipal de Concepción    | 21 de agosto | 12:00   | Sur     |         |
|                                          | Deportes Copiapó    | 1 - 0     | Everton       |         | La Caldera                 | 21 de agosto | 12:00   | Norte   |         |
|                                          | Curicó Unido        | 1 - 1     | Unión Temuco  |         | La Granja                  | 21 de agosto | 16:00   | Sur     |         |
| Libre: Deportes Antofagasta - Zona Norte |                     |           |               |         |                            |              |         |         |         |
| Libre: Deportes Puerto Montt - Zona Sur  |                     |           |               |         |                            |              |         |         |         |

| Fecha 5                               | Fecha 5              | Fecha 5   | Fecha 5               | Fecha 5 | Fecha 5                       | Fecha 5      | Fecha 5 | Fecha 5 | Fecha 5 |
|                                       | Local                | Resultado | Visitante             |         | Estadio                       | Fecha        | Hora    | Zona    |         |
| ------------------------------------- | -------------------- | --------- | --------------------- | ------- | ----------------------------- | ------------ | ------- | ------- | ------- |
|                                       | Unión Temuco         | 1 - 4     | Naval                 |         | Germán Becker                 | 27 de agosto | 17:00   | Sur     |         |
|                                       | Deportes Antofagasta | 3 - 0     | Coquimbo Unido        |         | Parque Juan López             | 28 de agosto | 12:00   | Norte   |         |
|                                       | Rangers              | 1 - 0     | Curicó Unido          |         | Alfonso Escobar de San Javier | 28 de agosto | 12:00   | Sur     |         |
|                                       | Everton              | 1 - 1     | San Marcos de Arica   |         | Sausalito                     | 28 de agosto | 16:00   | Norte   |         |
|                                       | Magallanes           | 1 - 1     | Deportes Copiapó      |         | Municipal de La Pintana       | 28 de agosto | 16:00   | Norte   |         |
|                                       | Lota Schwager        | 0 - 0     | Deportes Puerto Montt |         | Federico Schwager             | 28 de agosto | 16:00   | Sur     |         |
| Libre: San Luis - Zona Norte          |                      |           |                       |         |                               |              |         |         |         |
| Libre: Deportes Concepción - Zona Sur |                      |           |                       |         |                               |              |         |         |         |

| Fecha 6                            | Fecha 6               | Fecha 6   | Fecha 6              | Fecha 6 | Fecha 6                | Fecha 6          | Fecha 6 | Fecha 6 | Fecha 6 |
|                                    | Local                 | Resultado | Visitante            |         | Estadio                | Fecha            | Hora    | Zona    |         |
| ---------------------------------- | --------------------- | --------- | -------------------- | ------- | ---------------------- | ---------------- | ------- | ------- | ------- |
|                                    | Deportes Puerto Montt | 0 - 1     | Unión Temuco         |         | Regional de Chinquihue | 3 de septiembre  | 19:00   | Sur     |         |
|                                    | San Luis              | 0 - 0     | Everton              |         | Lucio Fariña Fernández | 4 de septiembre  | 12:00   | Norte   |         |
|                                    | Naval                 | 4 - 3     | Rangers              |         | CAP                    | 4 de septiembre  | 12:00   | Sur     |         |
|                                    | Deportes Copiapó      | 0 - 5     | Deportes Antofagasta |         | La Caldera             | 4 de septiembre  | 12:00   | Norte   |         |
|                                    | Curicó Unido          | 1 - 0     | Deportes Concepción  |         | La Granja              | 4 de septiembre  | 13:00   | Sur     |         |
|                                    | San Marcos de Arica   | 1 - 1     | Magallanes           |         | Carlos Dittborn        | 21 de septiembre | 22:00   | Norte   |         |
| Libre: Coquimbo Unido - Zona Norte |                       |           |                      |         |                        |                  |         |         |         |
| Libre: Lota Schwager - Zona Sur    |                       |           |                      |         |                        |                  |         |         |         |

| Fecha 7 | Fecha 7 | Fecha 7   | Fecha 7   | Fecha 7 | Fecha 7 | Fecha 7 | Fecha 7 | Fecha 7 | Fecha 7 |
|         | Local   | Resultado | Visitante |         | Estadio | Fecha   | Hora    | Zona    |         |
| ------- | ------- | --------- | --------- | ------- | ------- | ------- | ------- | ------- | ------- |

### Fase Nacional
| Fecha 8 | Fecha 8 | Fecha 8   | Fecha 8   | Fecha 8 | Fecha 8 | Fecha 8 | Fecha 8 | Fecha 8 | Fecha 8 |
|         | Local   | Resultado | Visitante |         | Estadio | Fecha   | Hora    |         |         |
| ------- | ------- | --------- | --------- | ------- | ------- | ------- | ------- | ------- | ------- |

| Fecha 9 | Fecha 9 | Fecha 9   | Fecha 9   | Fecha 9 | Fecha 9 | Fecha 9 | Fecha 9 | Fecha 9 | Fecha 9 |
|         | Local   | Resultado | Visitante |         | Estadio | Fecha   | Hora    |         |         |
| ------- | ------- | --------- | --------- | ------- | ------- | ------- | ------- | ------- | ------- |

| Fecha 10 | Fecha 10 | Fecha 10  | Fecha 10  | Fecha 10 | Fecha 10 | Fecha 10 | Fecha 10 | Fecha 10 | Fecha 10 |
|          | Local    | Resultado | Visitante |          | Estadio  | Fecha    | Hora     |          |          |
| -------- | -------- | --------- | --------- | -------- | -------- | -------- | -------- | -------- | -------- |

|  | Unión Temuco        | 2 - 0 | Coquimbo Unido        |  | Germán Becker   | 1 de octubre | 17:00 |
|  | San Marcos de Arica | 2 - 3 | Deportes Puerto Montt |  | Carlos Dittborn | 1 de octubre | 22:00 |

|  | Magallanes | 3 - 0 | San Marcos de Arica |  | Santiago Bueras | 28 de septiembre | 17:00 |

|  | Unión Temuco | 2 - 1 | Magallanes |  | Germán Becker | 15 de octubre | 17:00 |

|  | Deportes Antofagasta | 3 - 2 | Deportes Puerto Montt |  | Parque Juan López | 19 de octubre | 13:00 |

| Fecha 15 | Fecha 15 | Fecha 15  | Fecha 15  | Fecha 15 | Fecha 15 | Fecha 15 | Fecha 15 | Fecha 15 | Fecha 15 |
|          | Local    | Resultado | Visitante |          | Estadio  | Fecha    | Hora     |          |          |
| -------- | -------- | --------- | --------- | -------- | -------- | -------- | -------- | -------- | -------- |

|  | Magallanes | 2 - 1 | Naval |  | Santiago Bueras | 29 de octubre | 17:00 |

| Fecha 17 | Fecha 17 | Fecha 17  | Fecha 17  | Fecha 17 | Fecha 17 | Fecha 17 | Fecha 17 | Fecha 17 | Fecha 17 |
|          | Local    | Resultado | Visitante |          | Estadio  | Fecha    | Hora     |          |          |
| -------- | -------- | --------- | --------- | -------- | -------- | -------- | -------- | -------- | -------- |

| Fecha 18 | Fecha 18 | Fecha 18  | Fecha 18  | Fecha 18 | Fecha 18 | Fecha 18 | Fecha 18 | Fecha 18 | Fecha 18 |
|          | Local    | Resultado | Visitante |          | Estadio  | Fecha    | Hora     |          |          |
| -------- | -------- | --------- | --------- | -------- | -------- | -------- | -------- | -------- | -------- |

| Fecha 19 | Fecha 19 | Fecha 19  | Fecha 19  | Fecha 19 | Fecha 19 | Fecha 19 | Fecha 19 | Fecha 19 | Fecha 19 |
|          | Local    | Resultado | Visitante |          | Estadio  | Fecha    | Hora     |          |          |
| -------- | -------- | --------- | --------- | -------- | -------- | -------- | -------- | -------- | -------- |

| Fecha 20 | Fecha 20 | Fecha 20  | Fecha 20  | Fecha 20 | Fecha 20 | Fecha 20 | Fecha 20 | Fecha 20 | Fecha 20 |
|          | Local    | Resultado | Visitante |          | Estadio  | Fecha    | Hora     |          |          |
| -------- | -------- | --------- | --------- | -------- | -------- | -------- | -------- | -------- | -------- |

## Campeón
|                   |
| Everton 1º título |